# Racional (indumentaria)
El racional era entre los judíos un ornamento propio del Sumo Sacerdote (Éxodo28:15); pero era una prenda de valor, por cuanto constaba de doce piedras preciosas diversas, por donde se representaban las doce tribus de Israel.
Imitando en algo al racional del sacerdote aarónico, se empezó en el siglo X a estilar, especialmente en Alemania y en las Galias, otro racional que usaban algunos obispos, ya que los metropolitanos tenían el palio. Ahora solo llevan racional los obispos de Eichstädt, de Paderborn, de Toul y de Cracovia y algunos otros y el que estos llevan tiene forma como de collar con sus colgaduras. El del obispo de Cracovia consiste en dos bandas que se cruzan por las espaldas y por el pecho, juntándose con dos especies de discos metálicos.
En la Edad Media, como ya hemos dicho, lo usaban todos los obispos del Imperio Germánico. El primer obispo que se ve reprsentado con racional es Sigeberto de Minden (1022-1036); está en una miniatura de su propio misal y en una tableta de marfil.
El racional o superhumeral, según se puede ver por las antiguas miniaturas y por los escasos ejemplares que se conservan, presentaba tres formas, según que eran uno, dos o tres los colgantes de que constaba. Hay uno del siglo XIV en la catedral de Ratisbona; otro en la de Eichstädt, del siglo XV y otro en Bamberg, este más antiguo que los anteriores. Es también célebre en la historia de la Liturgia el libro del obispo Durando de Mende, titulado Rationale divinorum officiorum (1286) por cuanto viene a ser la primera Summa Liturgica. Abarca todo él ocho libros, además del proemio. La primera edición impresa apareció en Maguncia en 1459 y la última en Reapel (1859)